# Bundesstraße 315
Pour les articles homonymes, voir Route 315.
La Bundesstraße 315 est une Bundesstraße du Land de Bade-Wurtemberg.

## Géographie
La B 315 commence à la frontière entre l'Allemagne et la Suisse puis mène avec la B 314 jusqu'à Stühlingen où elle bifurque de la B 314 et mène par Bonndorf et Lenzkirch jusqu'à Titisee-Neustadt. Elle se termine lorsqu'elle croise la B 317 à l'extrémité sud-est du Titisee, à deux kilomètres de la B 31 et de la B 500.
La différence de hauteur entre le début et la fin de la route est d'environ 400 mètres. L'Ehrenbach est parallèle à la route depuis son origine à Bonndorf jusqu'à peu avant son confluent à Weizen.

## Histoire
La construction des routes dans l'arrondissement de Haute-Forêt-Noire commence vers 1755 près de Saig et près de Stühlingen. La section occidentale de Saig à Lenzkirch est construite vers 1786. La section suivante de Lenzkirch à Bonndorf est construite entre 1795 et 1798. Peu avant la sécularisation de l'abbaye Saint-Blaise, la "Wellendinger Steige" est également achevée en 1803.
Cette route est désignée en 1901 comme une partie de la badischen Staatsstraße Nr. 53 entre Fribourg-en-Brisgau et Stühlingen. Elle est redésignée Reichsstraße 315 vers 1937.

## Source
- (de) Cet article est partiellement ou en totalité issu de l’article de Wikipédia en allemand intitulé « Bundesstraße 315 » (voir la liste des auteurs).

1. ↑  (de) « Die Bundes- und Reichsstraßen in Deutschland - Nr. 166 bis 327 » [archive du 18 février 2009], sur home.arcor.de (consulté le 16 juillet 2025)